# Maciej
Maciej es un nombre de pila polaco, etimológicamente equivalente a Matías.

## Etimología
Este nombre, en arameo, fue llevado por Matías el Apóstol, elegido después del suicidio de Judas Iscariote tras su traición a Jesús.
En Polonia, el primer registro de «Maciej» para referirse a un nombre en honor del apóstol se remonta a 1201. Y en aquella época aparecía comúnmente en los conocidas como literatura de Rybałtów o Ribaldo, manera de referirse a cuentos e historias populares, y en los pastorales. Ya en polaco antiguo, aparecen otras formas de Maciej, Mateusz (Mateo) y diminutivos de ambas: Matys, Matysz, Matusz, Matyja, Matyjasz).
En términos de significado, el equivalente polaco es el nombre Bogdán, de origen eslavo. Su equivalente en latín sería Adeodatus (o Adeodato, traído al español en ocasiones como Diosdado), utilizado por dos papas: Adeodato I y Adeodato II.